# Pixy (zespół muzyczny)
Pixy (hangul: 픽시, zapis stylizowany: PIXY) – południowokoreański girlsband utworzony przez Allart Entertainment i Happy Tribe Entertainment. Zadebiutował 24 lutego 2021 roku cyfrowym singlem „Wings”. Grupa składa się z czterech członkiń: Lola, Dia, Sua i Rinji. Wcześniej w skład grupy wchodziły jeszcze Ella i Satbyeol, które opuściły grupę 27 sierpnia 2022 roku ze względów zdrowotnych, oraz Dajeong, która opuściła grupę z powodów prywatnych.

## Historia

### Przed debiutem
Ella była liderką grupy Cherry Bullet pod pseudonimem Mirae. Opuściła grupę 13 grudnia 2019 roku wraz z Kokoro i Linlin z powodów osobistych. Satbyeol była członkinią grupy Girls' Alert. 24 kwietnia 2020 roku firma Roots Entertainment przesunęła premierę albumu grupy w związku z pogorszeniem się sytuacji z pandemią COVID-19. Trzy członkinie zdecydowały się pozostać, a Satbyeol dołączyła do nowej agencji. Satbyeol wzięła także udział w programie Mix Nine JTBC, gdzie zajęła 93. miejsce. Dajeong była członkinią dziecięcej grupy SUPA, która została rozwiązana w 2018 roku.

### 2021: Debiut,BraveryorazTemptation
24 lutego 2021 Pixy oficjalnie zadebiutowały swoim cyfrowym singlem „Wings”.
20 maja grupa wydała swój pierwszy minialbum Bravery i jego główny singiel „Let Me Know”.
7 października zespół wydał drugi minialbum Temptation oraz jego główne single „Addicted” i „Bewitched”.

### 2022:Reborni odejście Elly i Satbyeol
15 czerwca 2022 grupa wydała trzeci minialbum Reborn. Ella nie uczestniczyła w wydaniu albumu, ponieważ miała przerwę ze względu na problemy zdrowotne.
27 sierpnia Allart Entertainment ogłosiło, że ze względu na pogarszający się stan zdrowia Ella i Satbyeol oficjalnie opuszczą Pixy, a grupa będzie działać w cztery osoby.
27 września Allart Entertainment ogłosiło, że Rinji dołączy do grupy na początku ich europejskiej trasy koncertowej „Wanna Be Your Villain”.

### 2023-2024:CHOSEN KARMA,The Voicei odejście Dajeong
W 2023 roku Pixy odbyły trasę koncertową w Ameryce. 10 marca 2023 grupa wydała trzeci minialbum Chosen Karma, a 24 października 2023 wydały cyfrowy minialbum zatytułowany The Voice. 
20 czerwca 2024 Dajeong ogłosiła odejście z Pixy z powodów osobistych.

## Członkinie

### Obecne
| Pseudonim   | Pseudonim | Prawdziwe imię | Prawdziwe imię | Data urodzenia | Pozycje                       |
| Latynizacja | Hangul    | Latynizacja    | Hangul         | Data urodzenia | Pozycje                       |
| ----------- | --------- | -------------- | -------------- | -------------- | ----------------------------- |
| Lola        | 로라      | Choi Yujeong   | 최유정         | 22 lutego 2001 | raperka                       |
| Dia         | 디아      | Choi Eunji     | 최은지         | 16 lipca 2001  | liderka, dancerka, wokalistka |
| Sua         | 수아      | Choi Suah      | 최수아         | 24 lutego 2003 | wokalistka                    |
| Rinji       | 린지      | Hwang Rinji    | 황린지         | 5 maja 2006    | maknae, raperka               |

### Byłe
| Pseudonim   | Pseudonim | Prawdziwe imię | Prawdziwe imię | Data urodzenia | Pozycje             |
| Latynizacja | Hangul    | Latynizacja    | Hangul         | Data urodzenia | Pozycje             |
| ----------- | --------- | -------------- | -------------- | -------------- | ------------------- |
| Ella        | 엘라      | Kim Kyungjoo   | 김경주         | 26 marca 1998  | liderka, wokalistka |
| Satbyeol    | 샛별      | Jeon Yujin     | 전유진         | 27 lutego 2001 | raperka             |
| Dajeong     | 다정      | Jeong Dajeong  | 정다정         | 31 lipca 2003  | wokalistka          |

## Dyskografia

### Minialbumy
| Rok  | Dane dot. albumu | Najwyższa pozycja | Sprzedaż      |
| Rok  | Dane dot. albumu | KOR               | Sprzedaż      |
| ---- | --- | ----------------- | ------------- |
| 2021 | Bravery - Wydany: 20 maja 2021 - Wytwórnia: Allart Entertainment, Happy Tribe Entertainment - Formaty: CD, digital download, streaming           | 67                | - KOR: 1 100  |
| 2021 | Temptation - Wydany: 7 października 2021 - Wytwórnia: Allart Entertainment, Happy Tribe Entertainment - Formaty: CD, digital download, streaming | 27                | - KOR: 6 250  |
| 2022 | Reborn - Wydany: 15 czerwca 2022 - Wytwórnia: Allart Entertainment, Happy Tribe Entertainment - Formaty: CD, digital download, streaming         | 27                | - KOR: 8 405  |
| 2023 | Chosen Karma - Wydany: 10 marca 2023 - Wytwórnia: Allart Entertainment, Happy Tribe Entertainment - Formaty: CD, digital download, streaming     | 20                | - KOR: 23 768 |
| 2023 | The Voice - Wydany: 24 października 2023 - Wytwórnia: Allart Entertainment, Happy Tribe Entertainment - Formaty: digital download, streaming     | –                 | –             |

### Single albumy
| Rok  | Dane dot. albumu | Najwyższa pozycja | Sprzedaż |
| Rok  | Dane dot. albumu | KOR               | Sprzedaż |
| ---- | --- | ----------------- | -------- |
| 2021 | With My Wings - Wydany: 24 lutego 2021 - Wytwórnia: Allart Entertainment, Happy Tribe Entertainment - Formaty: digital download, streaming | –                 | –        |

### Single
| Rok  | Tytuł                | Najwyższa pozycja | Najwyższa pozycja | Album         |
| Rok  | Tytuł                | KOR               | KOR               | Album         |
| Rok  | Tytuł                | Circle            | Songs             | Album         |
| ---- | -------------------- | ----------------- | ----------------- | ------------- |
| 2021 | „Wings” (날개)       | –                 | X                 | With My Wings |
| 2021 | „Let Me Know”        | –                 | X                 | Bravery       |
| 2021 | „Addicted” (중독)    | –                 | X                 | Temptation    |
| 2021 | „Moonlight”          | –                 | X                 | Temptation    |
| 2021 | „Bewitched”          | –                 | X                 | Temptation    |
| 2021 | „Call Me” (불러불러) | –                 | X                 | –             |
| 2022 | „Villain”            | –                 | –                 | Reborn        |
| 2023 | „Karma”              | –                 | –                 | Chosen Karma  |
| 2023 | „Truth or Dare”      | –                 | –                 | The Voice     |

## Nagrody i nominacje
| Rok  | Ceremonia wręczenia nagród | Kategoria                          | Nominowany | Wynik     | Przypisy |
| ---- | -------------------------- | ---------------------------------- | ---------- | --------- | -------- |
| 2021 | Asia Artist Awards         | Female Idol Group Popularity Award | Pixy       | Nominacja | [ 21 ]   |